# Некласична логіка
Некласична логіка (альтернативна логіка) — це назва формальних систем, що суттєво відрізняються від класичної логіки, такої, як логіка числення висловлень та предикатна логіка. Побудувати такі системи можна декількома шляхами, включаючи способи розширення, відхилення та варіативність. Мета цих відхилень — зробити можливим конструювання різних моделей логічних імплікацій та логічної істини.
Філософську логіку, особливо у теоретичній інформатиці, слід розуміти як охоплення та зосередження на некласичних логіках, хоча дефініція має також інші значення.

## Приклади некласичної логіки
- нечітка логіка відхиляє закон виключеного третього та дозволяє як значення істинності будь-яке число від 0 до 1;
- в інтуїціонистській логіці не виконуються закон виключеного третього, закон подвійного заперечення та правила де Моргана;
- лінійна логіка[en] також відхиляє активність логічної імплікації;
- модальна логіка розширює класичну логіку модальними операторами;
- паранесуперечлива[en] логіка (наприклад, діалектична логіка[en] та релевантна логіка[en]) відхиляє закон суперечності;
- логіка визначення релевантності[en], лінійна логіка[en];
- логіка обчислюваності[en] — це семантично сконструйована формальна теорія обчислюваності, на відміну від класичної логіки, яка є формальною теорією істини; інтегрує та розширює класичну, лінійну та інтуїціонистську логіки.

## Класифікація некласичних логік
У Девіантній логіці (1974) Сьюзен Хаак розділила некласичну логіку на девіантну, псевдодевіантну й розширену. Запропонована теорія не є виключною, тому що логіка може бути одночасно девіантною та розширенням некласичної логіки. Деякі автори поділяють точку зору щодо головних відмінностей між девіантною логікою та розширенням некласичної логіки.. Джон П. Бюргесс використовував схожу класифікацію, але виокремлював два головних класи: антикласичний та екстракласичний.
У розширенні некласичної логіки додані нові та інші логічні сталі, наприклад, «{\displaystyle \Box }» у модальній логіці, що означає «обов'язково».
У розширеннях логіки:
- набір отриманих формул, які правильно виведені, є відповідною підмножиною тих формул, що отримані за допомогою класичної логіки;
- набір отриманих теорем є відповідною підмножиною іншого набору, отриманого за допомогою класичної логіки, але лише у тому разі, коли нові теореми, сформульовані за допомогою розширеної логіки, є результатом нових правильно побудованих формул.

В девіантній логіці можуть бути звичайні логічні сталі, але їм надано іншого значення. Залишається тільки підмножина теорем із класичної логіки. Найбільш наочний приклад — інтуїтивна логіка, де закон виключення третього не виконується.
Додатково можна виділити варіації (чи варіанти), де складова системи залишається незмінною, у той час як позначення здатне істотно змінюватись. Наприклад, багатоваріаційну предикативну логіку прийнято вважати за варіацію предикативної логіки.
Однак ця класифікація ігнорує семантичні рівності. Наприклад, Курт Гедель показав, що кожна теорема з інтуїтивної логіки має еквівалентну у класичній модальній логіці S4. Результат був узагальнений у суперінтуїтивну логіку та розширення S4.
Теорія абстрактної алгебраїчної логіки також запропонувала шляхи класифікації логіки, одержаних переважно для логіки числення висловлень. Сучасна алгебрична ієрархія логіки числення висловлень має такі рівні: фотоалгебричний, еквівалентний (скінченний), алгебротвірний (скінченний).

## Некласичні логіки

### Логіки з некласичним розумінням слідування
- релевантна логіка[en];
- паранесуперечлива логіка[en];
- немонотонна логіка;
- динамічна логіка[en].

### Логіки, що скасовуютьзакон виключеного третього
- інтуїціоністська логіка;
- конструктивна математика;
- логіка квантової механіки.

### Логіки, що змінюютьтаблиці істинності
- багатозначна логіка;
- двозначна логіка;
- тризначна логіка.

### Логіки, що розширюють склад висловлювання
- логіка запитань;
- логіка оцінок;
- логіка норм.

### Модальна логіка (модальність)
- алетична модальність (Алетична модальна логіка);
- деонтична модальність (Деонтична модальна логіка);
- Епістемологічна модальність (Епістемологічна модальна логіка);
- темпоральна модальність (часова модальна логіка);
- строга імплікація[en];
- матеріальна імплікація.

### Недедуктивні логічні теорії
- Індуктивна логіка;
- імовірнісна логіка;
- логіка рішень;
- нечітка логіка (логіка нечітких множин, логіка нечітких понять);
- аналогія (умовивід за аналогією[ru]).

### Інші некласичні логіки
- категоріальна логіка[en];
- комбінаторна логіка — логіка, яка замінює змінні функціями з метою прояснити такі інтуїтивні операції, як підстановка, побудована на базі комбінаторної логіки. Система арифметики такої логіки містить всі частково рекурсивні функції та уникає геделевської неповноти;
- кондиціональна логіка (умовна логіка). Предметом її вивчення є істинність умовних пропозицій (зокрема, умовного способу). Також визначається як логіка контрафактичних тверджень.